# گئورگ میشائلیس
گئورگ میشائلیس(به آلمانی: Georg Michaelis)(زادهٔ ۸ سپتامبر ۱۸۵۷ – درگذشتهٔ ۲۴ ژوئیه ۱۹۳۶) صدر اعظم آلمان بود. وی نخستین غیر اشرافی آلمانی بود که به چنین جایگاهی می‌رسید.

## زندگی
میشائلیس در هاینو از شهرهای پروس زاده‌شد و در فرانکفورت بزرگ‌شد. علم حقوق خواند و در این رشته تا مقطع دکترا پیشرفت‌نمود. از ۱۸۸۵ تا ۱۸۸۹ در توکیوی ژاپن قانون تدریس می‌کرد. در بازگشت به خدمت دولت پروس درآمد.
در ۱۴ ژوئیهٔ ۱۹۱۷ با کناره‌گیری تئوبالد فن بتمان-هولوگ او به صدر اعظمی آلمان رسید. او در این پست بازیچهٔ دست پاول فون هیندنبورگ و اریش لودندورف قرارگرفته‌بود. سرانجام در ۳۱ اکتبر ۱۹۱۷ هنگامی که نتوانست بی پرداخت هیچگونه امتیازی وارد صلح با متفقین شود از مقام خویش کناره‌گرفت.
از ۱۹۱۸ تا ۱۹۱۹ او فرماندار پومرانی گردید. پس از آن به فعالیت‌های اقتصادی-آموزشی پرداخت و عضو حزب توده ملی آلمان گردید. در ۱۹۲۱ او خاطرات خود را منتشر ساخت.